# Spoetnik 1
Spoetnik 1 (Russisch: Спутник-1) was een Russische kunstmatige satelliet uit 1957. Het was de eerste satelliet die in een baan om de Aarde werd gebracht. Hiermee begon de ruimtewedloop. De naam Spoetnik betekent Satelliet.

## Begin van de ruimtevaart
De lancering wordt vaak als het begin van de ruimtevaart gezien. Het eerste door de mens gemaakte object dat (volgens een later opgestelde definitie) de ruimte bereikte was echter een Duitse V2-raket, tijdens een testvlucht in juni 1944. De eerste geslaagde vlucht van de A4 V2, die plaatsvond op 3 oktober 1942 in Peenemünde, wordt tegenwoordig ook als begin van de ruimtevaart genoemd.

## Aanloop

### Na Stalins dood
Met de dood van Stalin in 1953 eindigde diens schrikbewind. De nieuwe leider Chroesjtsjov beschouwde het militaire luchtoverwicht van de VS als een bedreiging voor zijn land en legde daarom sterk de nadruk op raketontwikkeling.
Op 25 mei 1954 verleende het Presidium van de Academie der Wetenschappen zijn goedkeuring aan een plan om een satelliet in een baan om de Aarde te brengen. Met de ruggensteun van de wetenschappelijke afdeling overtuigde chef-ontwerper Koroljov de invloedrijke Minister van Defensie-industrie. Koroljov schreef dat de belangstelling van buitenlandse media voor satellieten en interplanetaire ruimtevaart de laatste twee à drie jaar was toegenomen. Daarnaast zag hij satellieten als een onvermijdelijke stap in raketontwikkeling. Ruim een jaar later, op 29 juli 1955, stookten de VS het vuurtje op met een verklaring van president Eisenhower. Die maakte duidelijk dat zijn land in het kader van het Internationaal Geofysisch Jaar (van juli 1957 tot en met december 1958) een satelliet in een baan om de Aarde zou brengen. Op 3 augustus 1955 liet de USSR weten dat zij dit doel eveneens nastreefde.
Twee dagen later zond Koroljov een mede door zijn collegae ondertekend stuk naar Chroesjtsjov waarin hij zijn plan uiteenzette. Zodra het testen van de nieuwe raket R-7 achter de rug was, kon voor 250 miljoen roebel een satelliet worden gebouwd. Koroljov benadrukte de nieuwe perspectieven voor zowel wetenschap als verdere ontwikkeling van militaire technologie. Hij beloofde om na goedkeuring binnen anderhalf à twee maanden met een plan van aanpak te komen. Het Centraal Comité gaf drie dagen later zijn fiat. Een opgestelde verklaring door TASS, die binnen twee à drie jaar een geslaagde lancering in het vooruitzicht stelde, zwakte men echter af. De Sovjet-Unie stelde dat zij werkte aan plannen voor kunstmatige satellieten. Het gebruik van sondeerraketten tot op 100 km hoogte maakte daar deel van uit.
Moskou voelde de hete adem van Washington in de nek en schroefde daarom de inspanningen op.

### Problemen
Op 30 januari 1956 gingen de Sovjetautoriteiten akkoord met de ontwikkeling van een kunstmatige satelliet, te lanceren in 1957. Deze zou niet over een standregeling beschikken en kreeg de codenaam Object D. Het totaalgewicht beperkte zich tot 1000 à 1400 kg door het maximale draagvermogen van de R-7 ICBM. De nuttige lading had een massa tussen de 200 en 300 kg.
Tegen het einde van dat jaar staken echter diverse problemen de kop op. De wetenschappelijke staf ondervond moeilijkheden met de ontwikkeling van het boordinstrumentarium voor Object D. Bovendien vielen de prestaties van de R-7 tegen. Deskundigen rekenden op een impuls van 309 à 310 seconden, maar in de praktijk kwam deze niet boven de 304 seconden. Het tijdschema liep hierdoor vertraging op en men verschoof de lancering naar april 1958. Het Internationaal Geofysisch Jaar ging echter van start op 1 juli 1957 en de VS plande tijdens dit jaar hun lancering. Ontwerpbureau OKB-1 stelde daarom voor om Object D vooraf te laten gaan door een veel eenvoudigere en dus aanzienlijk lichtere satelliet. Deze zou slechts 80 tot 100 kilogram wegen en worden uitgerust met alleen de hoogstnoodzakelijke apparatuur. OKB-1 stelde een lanceerdatum in april of mei 1957 in het vooruitzicht. Deze kleinere kunstmaan duidde men aan met de afkorting PS, "Prosteishy Spoetnik".
Op 25 november 1956 kreeg OKB-1 de opdracht de minikunstmaan te ontwerpen. Toekomstig kosmonaut Georgi Gretsjko had als taak de juiste lanceerbaan te berekenen. Op 5 januari 1957 diende Koroljov het verzoek in, om nog voor aanvang van het Internationaal Geofysisch Jaar de satelliet in de ruimte te brengen. De toestemming kwam op 15 februari, met als eis dat de R-7 eerst twee geslaagde proefvluchten uitvoerde.

## Opbouw van deSpoetnik 1

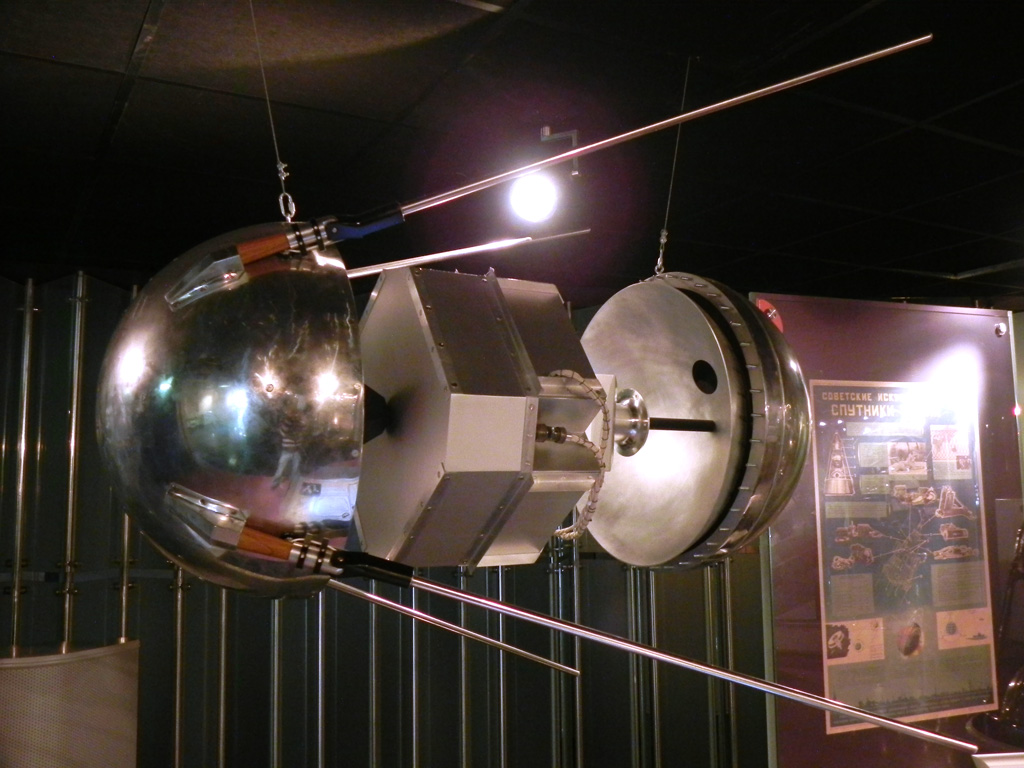
Een opengewerkt model van de Spoetnik 1

### Buitenkant
Spoetnik 1 bestond uit twee kleine aan elkaar geklonken halve aluminium bollen met een totale diameter van 58 cm. Met hars behandelde rubberen O-ringen zorgden voor een hermetische afsluiting. 36 bouten verbonden beide helften. De huid was 2 mm dik en de bovenste helft bedekt met een 1 mm dik hitteschild. Het hitteschild was grondig gepolijst voor een verbeterde reflectie, zodat de bol vanaf de aarde makkelijker waarneembaar was. De onderste bolhelft was geanodiseerd zodat deze koel bleef in de ruimte. Uit de bovenste helft staken twee antennes met elk twee uitschuifbare uiteinden, respectievelijk 2,4 en 2,9 meter lang. Deze antennes werden uitgeschoven door een veermechanisme, onmiddellijk nadat Spoetnik 1 zich losmaakte van zijn draagraket en stonden in een hoek van 70° ten opzichte van elkaar. Spoetnik 1 zond uit op twee frequenties, om interferentie door de ionosfeer uit te sluiten. Men was in die tijd namelijk nog niet zeker van de exacte propagatie van radiosignalen in de ionosfeer.

### Instrumenten
De nuttige lading van Spoetnik 1 was uiterst gering:
- Radiozender met een vermogen van 1 W. Deze zond uit op 20,005 en 40,002 MHz. Elk piepje duurde 0,3 seconde.
- Drie zilver/zinkbatterijen, ontworpen om elektriciteit te leveren aan zender en ventilator.
- Ventilator ter koeling van het interieur.
- Ventilatorschakelaar, die aansloeg bij 30 °C en bij 23 °C de ventilator weer uitschakelde.
- Schakelaar voor het inschakelen van radiozender en temperatuurregeling. Deze werd geactiveerd door een sensor, onmiddellijk nadat Spoetnik 1 zich afscheidde van zijn draagraket.
- Thermische schakelaar. Bij een temperatuur lager dan 0 °C of hoger dan 50 °C wijzigde deze de duur van de radiosignalen (de ene antenne veranderde dan naar 0,2 en de andere naar 0,4 seconde).
- Barometrische schakelaar. Bij een druk lager dan 0,35 kg/cm² aan boord paste deze eveneens de duur van het radiosignaal aan.

De bol zat in een aangepaste neuskegel die de gangbare springkop verving. Twintig seconden nadat de motor afsloeg, duwde een veer een 80 cm grote conische kuip naar voren. Vervolgens duwde een door gasdruk uit de vloeibare zuurstoftank aangedreven piston de satelliet naar buiten. Als noodvoorziening beschikte de raket over een pyrotechnisch afstootsysteem. Onmiddellijk na afstoting zorgde een krachtige zuurstofstraal ervoor, dat de afstand tussen de twee objecten snel toenam, om interferentie te voorkomen.
De met stikstof afgevulde bol stond onder een druk 1,3 atm en had een massa van 83,6 kg.

### Wetenschappelijke doelen
Door de mate van terugval van Spoetnik 1 te volgen, kon de dichtheid van de bovenste atmosfeerlagen worden bepaald. Deskundigen konden eveneens de eigenschappen van de radiogolven in de ionosfeer onderzoeken. Verder benutte men deze vlucht voor het oplossen van technische vraagstukken omtrent lanceringen en controle van theoretische berekeningen.

## Draagraket

Uiterst links het R-7 prototype (hoogte 34,22 m). Daarnaast de aangepaste versie (29,167 m), waarmee Spoetnik 1 werd gelanceerd.

### Aanpassingen in het ontwerp
Als draagraket werd een aangepaste versie van de R7-raket gebruikt. Naast de kernkop verwijderde men meetapparatuur, kabels, een groot deel van het besturingssysteem en overbodige batterijen. Hierdoor nam de massa van de R-7 af van 280 tot 272,83 ton.

### Bouw van volgstations
Het volgen van deze raket en daaropvolgende kunstmanen noodzaakte de Sovjet-Unie tot de bouw van een keten van dertien volgstations. In oktober 1957 bestond die uit:
- NIP-1: op Tjoeratam.
- NIP-2: Station Makat bij Atıraw.
- NIP-3: Sary-Shagan 3 (tevens v/ch 14045 genoemd) aan de westoever van het Balkasjmeer.
- NIP-4: Jenisejsk in West-Siberië.
- NIP-5: Iskhup bij de Jenisej (volgens andere bron nooit afgebouwd wegens overstroming[8]).
- NIP-6: Jelizovo op het schiereiland Kamtsjatka.
- NIP-7: Klyuchi bij Barnaoel.
- NIP-8: Bolshevo, ten noordoosten van Moskou.
- NIP-9: Krasnoye Selo bij Sint-Petersburg.
- NIP-10: Simferopol op de Krim.
- NIP-11: Kaap Shartushalu bij Tbilisi in Georgië.
- NIP-12: Station Novosibirsk bij Kolpasjevo.
- NIP-13: Oelan-Oede ten oosten van het Baikalmeer.[9]

## Westen negeert signalen
Het Westen realiseerde zich amper de reikwijdte van de technische vorderingen die de Russen maakten. Gedurende de zomer van 1957 testte het land in het diepste geheim de R-7. Een geleerde liet zich ontvallen dat de Sovjet-Unie "...een raket en alle vereiste instrumenten en uitrusting had gebouwd...". Een ander zinspeelde er in juni 1957 in de krant Komsomolskaja Pravda (niet te verwarren met Pravda) op dat een satellietlancering "...binnen enige maanden..." plaats zou vinden. Op 26 augustus meldde TASS in een communiqué, dat een meertraps-ICBM een geslaagde proefvlucht maakte. Ook aan deze signalen ging het Westen, behoudens diverse inlichtingendiensten, voorbij.

## Op weg naar het platform
Intussen werkten de Russen gestaag voort. De definitieve blauwdrukken voor Spoetnik 1 werden op 24 juli goedgekeurd. Eind augustus was de draagraket R-7 gereed en afgeleverd bij Bajkonoer. Op 15 september woonde Koroljov een viering in Kaloega ter ere van Konstantin Tsiolkovski bij. Twee dagen later gaf hij tijdens zijn speech een laatste hint en sprak: "...in de nabije toekomst zullen de USSR en de USA, voor wetenschappelijke doeleinden, de eerste proeflanceringen van kunstmatige satellieten rond de aarde uitvoeren...". Deze uitspraak baarde evenmin opzien.
Op 22 september 1957 verhuisde de R-7 van kosmodroom Bajkonoer naar de montagehal op Tjoeratam. Op 2 oktober stelde de staatscommissie, belast met het toezicht op deze ruimtevlucht, de lanceerdatum vast: Spoetnik 1 zou op 4 oktober het luchtruim kiezen. Op 3 oktober 's morgens rolde de R-7 met Spoetnik 1 vanuit de montagehal naar zijn lanceerplatform. De volgende ochtend om kwart voor zes (Moskou-tijd) begon het aftanken. Hierbij trad een probleem op. De raket werd daarom leeggepompt en vervolgens nogmaals afgetankt.
Daarmee waren alle voorbereidingen afgerond. Spoetnik 1 stond gereed voor lancering.

## Vlucht

### Lancering
Een kwartier voor lancering sloot de vluchtleiding alle toegangen naar het platform af en trok zich terug in de bunker. Op 4 oktober 1957 om 19:28:34 uur UTC schreef de Sovjet-Unie geschiedenis. Spoetnik 1 steeg op van het platform om de eerste kunstmatige satelliet rond de aarde te worden. De raketmotor van de R-7 ontwikkelde in eerste instantie te weinig stuwkracht waardoor hij 6½ seconde na de start 1° van zijn koers afweek. Uiteindelijk leverde de motor de beoogde stuwkracht en 18 à 20 seconden na lancering lag Spoetnik 1 weer op koers.
Op T+116,38 (116,38 seconden na de start) wierp de R-7 zijn eerste trap af; op T+295,4 doofden de motoren van de tweede trap uit. Nog eens 19,9 seconden later, 314,5 seconden na lancering, maakte Spoetnik 1 zich los. Daarna ontvouwde zich een reflector op de laatste trap. Deze vergemakkelijkte het volgen en berekenen van de precieze koers van Spoetnik 1. Helemaal vlekkeloos verliep de lancering niet. Problemen met de standregeling veroorzaakten een hoger brandstofverbruik, waardoor de raket een seconde eerder dan gepland door zijn brandstof heen was. Dit resulteerde in een 80 tot 90 km lager apogeum van de omloopbaan dan berekend. Spoetnik 1 bereikte een baan met een apogeum van 939 km, een perigeum van 215 km en een omlooptijd van 96,2 minuten. De inclinatie bedroeg 65,1° bij een excentriciteit van 0,05201.
TASS maakte vervolgens de geslaagde lancering van 's werelds eerste kunstmatige satelliet wereldkundig.

### In omloopbaan

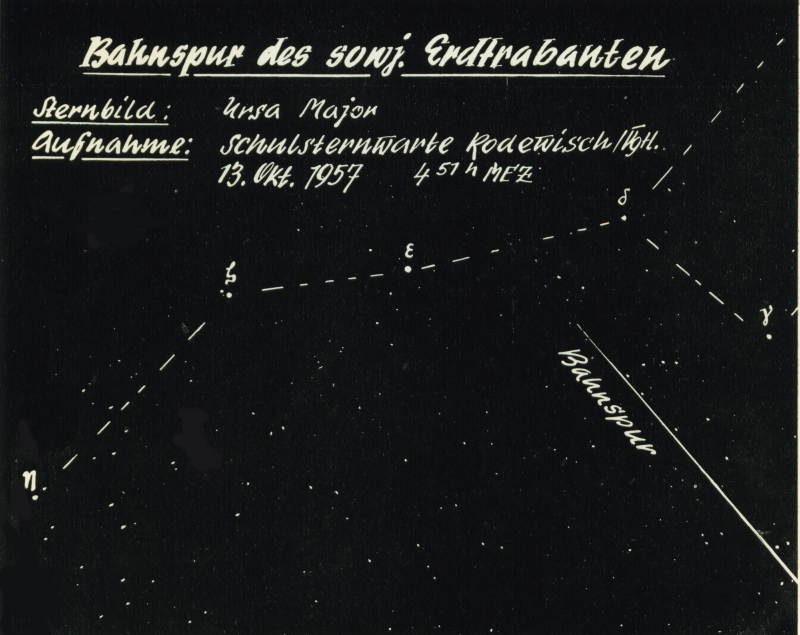
Een foto van het lichtspoor van Spoetnik 1. Deze opname dateert van 13 oktober 1957.

De "bliepjes" van Spoetnik 1 symboliseerden voor de mensheid het begin van het ruimtevaarttijdperk. Veel mensen vergisten zich echter toen zij dachten Spoetnik 1 te zien. Het nietige bolletje (6e magnitude) was vanaf de grond amper met het blote oog waar te nemen. De reflecterende rakettrap (1e magnitude) stak daarentegen duidelijk af aan de nachtelijke hemel. De Sovjet-Unie hield dit feit doelbewust stil. Na 882 omwentelingen viel de rakettrap op 2 december terug naar de aarde en verbrandde in de dampkring.
De Russen kozen met opzet voor een bolvorm om berekeningen aangaande luchtweerstand van de buitenste atmosfeerlagen te vereenvoudigen. De zender bleef drie weken functioneren. Radio Moskou liet op 26 oktober weten, dat de zender aan boord geen signalen meer uitzond. De tijdsduur van de piepjes veranderde niet, dus de bol bleef intact. Dit bewees dat micrometeorieten geen gevaar opleverden bij toekomstige ruimtevluchten. Daarnaast seinde Spoetnik 1 temperatuurgegevens over de binnenkant en de oppervlakte van de bol over.
Door de ondervonden wrijving viel de kunstmaan langzaam terug. Op 9 december had de baan nog een apogeum van 600 km. Op eerste kerstdag zat 's werelds eerste satelliet al in een aanzienlijk lagere baan met een apogeum van 458 en een perigeum van 190 km.

### Terugkeer
Ten slotte kwam door de toegenomen wrijving een einde aan deze legendarische eerste ruimtevlucht. Na 1440 omlopen om de aarde te hebben beschreven, vond Spoetnik 1 een vurig einde toen hij op 4 januari 1958 in de dampkring verbrandde. De vlucht had 92 dagen geduurd.

## Nasleep

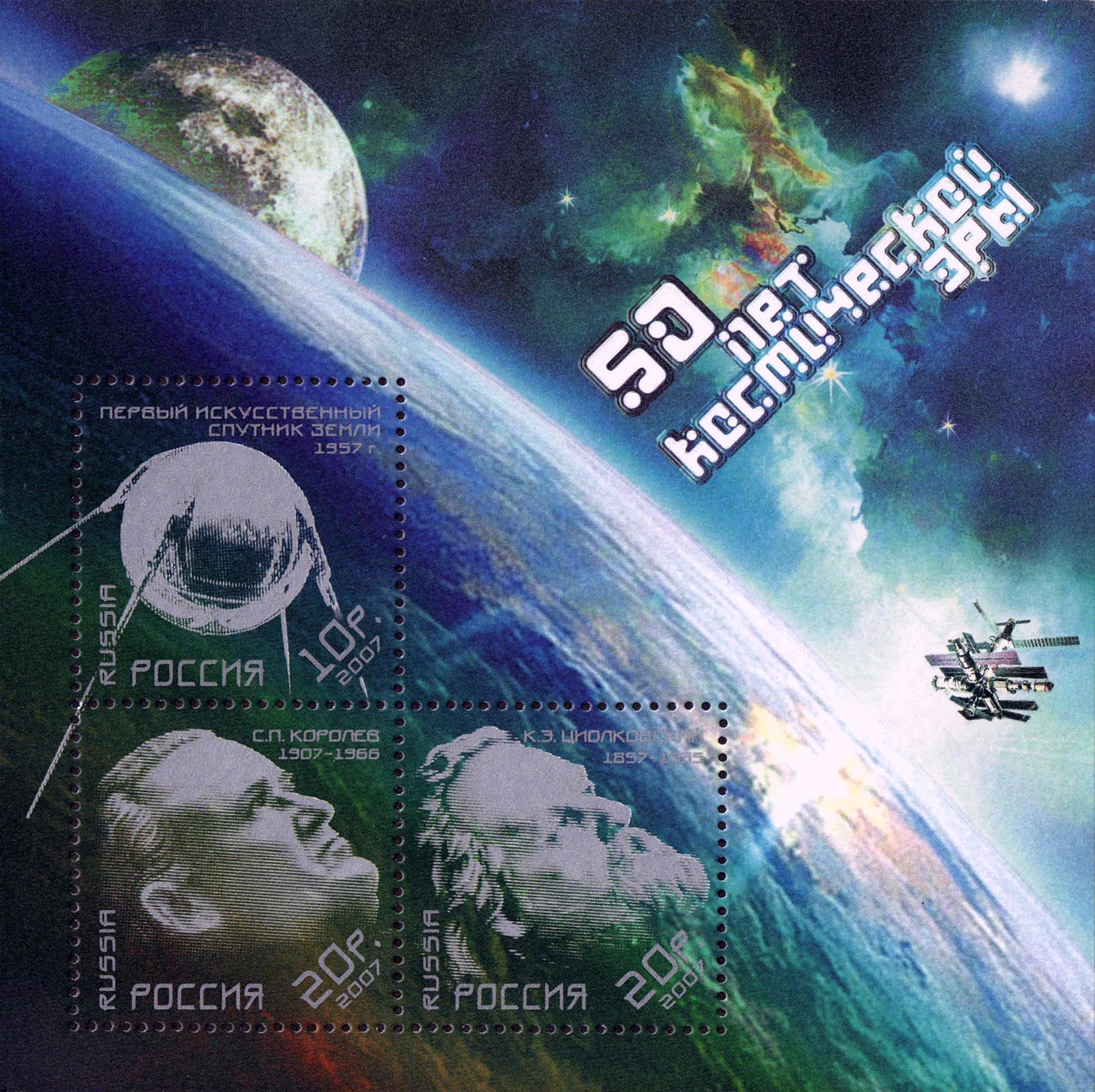
Een Russische herdenkingszegel uit 2007 ter gelegenheid van het 50-jarig jubileum van het ruimtevaarttijdperk. Onder Spoetnik 1 richten de grondlegger van de raketwetenschap, Konstantin Tsiolkovski (rechts), en hoofdontwerper Sergej Koroljov hun blik naar de ruimte. Op de achtergrond is het ISS zichtbaar.

### Grote opwinding
De onverwachte lancering veroorzaakte grote opwinding over de hele wereld. Dit verbaasde zelfs Chroesjtsjov. Ook de politieke gevolgen van deze vlucht waren enorm, resulterend in de Spoetnikcrisis. De Sovjet-Unie onderstreepte met deze lancering, dat het land over een aanzienlijk krachtigere raket dan de VS beschikte. Het bombarderen van de VS met een nucleaire ICBM behoorde nu tot de mogelijkheden.

### Gefrustreerde Von Braun
Al spoedig na de eerste bekendmaking door de Russen pleegde een journalist van The Times een telefoontje naar het hoofd van het Amerikaanse ICBM-programma voor Wernher von Brauns reactie. De man die hij aan de telefoon kreeg belde ogenblikkelijk met de Arsenal's Officers Club, waar juist een gezellige cocktail aan de gang was met Von Braun en hooggeplaatste militairen uit Washington. Diens antwoord was duidelijk: "I will be damned". Von Brauns frustratie richtte zich meer op zijn eigen mensen dan op de Russen; de Duitse raketpionier vermoedde al dat de Russen iets in hun schild voerden. Hij poogde meermaals tevergeefs de leiding te verkrijgen over het Amerikaanse satellietprogramma.

### Publieke opinie roert zich
De volgende morgen verzocht hij om toestemming en fondsen om een satelliet te lanceren, maar stuitte op politieke onwil. President Eisenhower liet zich laatdunkend uit over die ene kleine bal in de lucht; zijn adviseur liet weten dat de VS niet deelnamen aan spelletjes basketbal in de ruimte. De publieke opinie, die een snelle reactie van de VS eiste, dwong hen tot andere gedachten. Bij het grote publiek groeide de vrees voor een Russische atoomaanval. Beide supermachten stortten zich dan ook in de ruimterace en getroostten zich grote financiële inspanningen.

### Amerikaanse vergissing
De Amerikanen verkeerden in eerste instantie in de veronderstelling, dat in de Russische perscommuniqués de komma verkeerd stond. Zij gingen uit van een massa van 8,36 kg. De draagkracht van hun eigen raketten was namelijk veel geringer en 83,6 kg klonk ongeloofwaardig.